# إي. جي. سيويل
إي. جي. سيويل هو سياسي أمريكي، ولد في 17 سبتمبر 1874 في Hartwell, Buckinghamshire ‏ في المملكة المتحدة، وتوفي في 2 أبريل 1940 في Jackson Memorial Hospital ‏ في الولايات المتحدة.